# .it
.it је највиши Интернет домен државних кодова (ccTLD) за Италију.
Због тога што је it и енглеска реч, а и многе речи се завршавају са -it, често се користи у прављењу хаковања домена.
Постоји неколико резервисаних другостепених домена, на пример домени као што су italy.it или друга имена која се односе на географске регионе Италије.
- gov.it је званични владин домен, а његова употреба се брзо повећава.
- edu.it домен је био предложен, али тај предлог никад није формализован.